# Psychopsis mimicus
Psychopsis mimicus là một loài côn trùng trong họ Psychopsidae thuộc bộ Neuroptera. Loài này được Newman miêu tả năm 1842.